# Bandolina
La bandolina è uno strumento musicale, caratterizzato da sedici corde, che appartiene al gruppo dei cordofoni ed è originario della regione andina colombiana.